# Brasilien i olympiska vinterspelen 2014
Brasilien deltog med 13 deltagare vid de olympiska vinterspelen 2014 i Sotji. Ingen av landets deltagare erövrade någon medalj.